# Cataglyphis
Cataglyphis és un gènere de formigues de la subfamília dels formicins (Formicinae). Té una distribució paleàrtica amb diverses espècies a la península Ibèrica.

## Característiques
Es caracteritza per tenir els palps maxil·lars molt llargs, que sobrepassen la vora inferior de les mandíbules.

## Història natural
Les formigues d'aquest gènere estan adaptades a ambients secs i calorosos, amb diverses espècies que viuen al desert del Sàhara.

## Espècies
El gènere Cataglyphis inclou 103 espècies, de les quals 9 viuen a la península Ibèrica:
- Cataglyphis douwesi De Haro & Collingwood, 2000
- Cataglyphis floricola Tinaut, 1993
- Cataglyphis gadeai De Haro & Collingwood, 2003
- Cataglyphis hispanicus (Emery, 1906)
- Cataglyphis humeya Tinaut, 1991
- Cataglyphis ibericus (Emery, 1906)
- Cataglyphis piliscapus (Forel, 1901)
- Cataglyphis rosenhaueri Santschi, 1925
- Cataglyphis velox Santschi, 1929